# 2220 Hicks
2220 Hicks este un asteroid din centura principală, descoperit pe 4 noiembrie 1975 de Eleanor Helin.